# Myrteta magna
Myrteta magna är en fjärilsart som beskrevs av Butler 1881. Myrteta magna ingår i släktet Myrteta och familjen mätare. Inga underarter finns listade i Catalogue of Life.